# Citrullus ecirrhosus
Citrullus ecirrhosus, llamada en inglés "Namib tsamma" (tsamma de Namibia), es una especie de liana del desierto, perteneciente a la familia Cucurbitaceae. Se encuentra en Namibia y  Sudáfrica, en particular en el Desierto de Namibia.

## Características
La enredadera puede alcanzar los dos metros de altura. Tiene las flores de color amarillo. Como planta del desierto, es una especie muy dura, sobreviviendo con poca agua y mucho sol. Las hojas son caducifolias. La planta recoge el agua profunda de los campos y de las nieblas matinales. Es una importante fuente de agua para la fauna del desierto. Produce un fruto de sabor amargo conocido como melón Tsamma.

## Taxonomía
Citrullus ecirrhosus fue descrita por Alfred Cogniaux y publicado en Verh. Bot. Vereins Prov. Brandenburg 30: 151 1889.
Sinonimia
- Colocynthis ecirrhosus (Cogn.) Chakrav.[2]